# Križine
Križine je naselje u Republici Hrvatskoj, u sastavu grada Umaga, Istarska županija. 

## Stanovništvo
Prema popisu stanovništva iz 2001. godine, naselje je imalo 200 stanovnika te 71 obiteljskih kućanstava.

Prema popisu stanovništva 2011. godine naselje je imalo 194 stanovnika.
| broj stanovnika |       |       |       |       | 17    | 32    |       |       | 41    | 37    | 40    | 39    |       |       | 200   | 194   | 173   |
|                 | 1857. | 1869. | 1880. | 1890. | 1900. | 1910. | 1921. | 1931. | 1948. | 1953. | 1961. | 1971. | 1981. | 1991. | 2001. | 2011. | 2021. |

 U 2001. nastalo izdvajanjem iz naselja Lovrečica u kojemu su podaci sadržani od 1857. do 1890., 1921., 1931., 1981. i 1991.